# Happy Ending
Happy Ending es el segundo álbum de estudio de la banda de rock alternativo Dogstar. Fue grabado en Titan Recorders, Sherman Oaks, Los Ángeles y publicado el 11 de julio del 2000.

## Lista de canciones
1. «Halo» - 2:53
2. «Slipping Down» - 3:03
3. «Enemies» - 3:11
4. «Superstar» - 4:22
5. «Cornerstore» - 4:15
6. «A Dreamtime» - 3:21
7. «Stagger» - 3:48
8. «Washington» - 4:11
9. «Alarming» - 3:51
10. «Swim» - 2:14
11. «Blown Away» - 4:12

## Créditos
Dogstar
- Bret Domrose – voz principal, guitarra
- Keanu Reeves – bajo, coros
- Robert Mailhouse – batería, percusión, coros

junto a:
- Richie Kotzen, Michael Nightingale – coros

Producción
- Richie Zito – producción en las pistas 4, 5, 11, mezclas en todas las canciones excepto 4 y 5
- Michael Vail Blum – producción en todas las pistas
- Brian Reeves – mezclador